# آجو ماکیتا
آجو ماکیتا (انگلیسی: Aju Makita؛ زادهٔ ۷ اوت ۲۰۰۲) بازیگر اهل ژاپن است. وی از سال ۲۰۰۹ میلادی تاکنون مشغول فعالیت بوده است.
از فیلم‌ها یا برنامه‌های تلویزیونی که وی در آن نقش داشته است می‌توان به دزدان فروشگاه اشاره کرد.
وی همچنین برندهٔ جوایزی همچون جایزه فیلم هوچی شده است.